# بيوتين
البيوتين أو فيتامين H أو فيتامين ب المركب، هو فيتامين بي7، وهو عبارة عن أحد مشتقات الإيميدازول وهو متوفر في جميع الأطعمة الطبيعية تقريباً.

## أهميته الحيوية
هذا الفيتامين مهم لأنه يعمل كمساعد إنزيم لإنزيمات الكربوكسيليز الأربعة المعتمدة على البيوتين وهي:
1.	بيروفات كربوكسيليز Pyruvate carboxylase الذي يعمل على التفاعل الأول في تكوين الجلوكوز من الجزيئات العضوية الأخرى gluconeogenesis ويجدد حمض الأوكسالوأسيتيك لدورة حمض الستريك.
2.	أسيتيل كو إيه كربوكسيليز Acetyl-CoA carboxylase الذي يكون الأحماض الدهنية.
3.	بروبيونيل كو-أ كربوكسيليز Propionyl-CoA carboxylase الذي يشارك في دورة حمض الستريك.
4.	بيتا ميثيل كو-أ كربوكسيليز Beta-methyl-CoA carboxylase الذي يهدم الحمض الأميني ليوسين وبعض المركبات الأيزوبرينويدية.

## الآثار الجانبية
نقص البيوتين يكون غالباً نتيجة عيوب في استخدامه وليس لنقصه في الغذاء لأنه يصنع بواسطة البكتيريا المعوية. ونقص البيوتين نادر لأن كمية كبيرة منه يعاد استخدامها عدة مرات قبل إخراجها في البول أو البراز.
أسباب نقص البيوتين:
1. تناول بياض البيض النئ الذي يحتوي على بروتين افيدين avidin الذي يرتبط بقوة بالفيتامين بي7 مانعاً امتصاصه وهذا الارتباط قوي وغير ممكن عكسه ولهذا لا يتم امتصاص المركب المتكون ويتم إخراجه في البراز.

1. التغذية غير المعوية الكاملة Total parenteral nutrition الخالية من إضافة البيوتين.

1. بعض الأدوية المضادة للتشنجات anticonvulsant drugs التي تثبط نقل البيوتين في الأغشية المخاطية المعوية وتسرع هدم البيوتين.

1. الاستعمال طويل المدى للمضادات الحيوية المؤثرة على البكتيريا المعوية.

الأعراض:
فيتامين بيوتين مسؤول عن عمليات التمثيل الغذائي، وعن صحة الجلد والأظافر والشعر، ونقصه يؤدي إلى تساقط الشعر والتهابات في الجلد ونقص الشهية، والشعور بالدوران وحتى علامات الاكتئاب. يحتاج المرء منه بين 30 إلى 60 ميكروغرام يوميا. ويوجد في صفار البيض والفول السوداني والجزر.